# 本居貴美子
本居 貴美子（もとおり きみこ、 1914年（大正3年）3月28日 - 1972年（昭和47年）12月15日）は、日本の歌手。父は作曲家の本居長世。童謡歌手の本居みどりは姉である。

## 人物
本居長世の次女として生まれた。昔から父の影響で人の前で歌う機会が多かった。頌栄高等女学校を卒業した。

## 発表曲
本居長世作曲の「赤い靴」、「青い眼の人形」などがある。